# Elymus arcuatus
Elymus arcuatus är en gräsart som först beskrevs av Vitaliǐ Petrovich Goloskokov, och fick sitt nu gällande namn av Nikolai Nikolaievich Tzvelev. Elymus arcuatus ingår i släktet elmar, och familjen gräs. Inga underarter finns listade i Catalogue of Life.